# 彭士芳
彭士芳，江西省撫州府臨川縣人，清朝政治人物、進士出身。
光緒六年（1880年），参加庚辰科殿試，登進士二甲第8名。同年五月，改翰林院庶吉士。